# Omayra Naisseline
 (juillet 2024).
Si vous disposez d'ouvrages ou d'articles de référence ou si vous connaissez des sites web de qualité traitant du thème abordé ici, merci de compléter l'article en donnant les références utiles à sa vérifiabilité et en les liant à la section « Notes et références ».
Omayra Naisseline est une figure politique française et leader indépendantiste en Nouvelle-Calédonie, née le 17 mars 1986 à Nouméa. Membre du groupe UC-FLNKS et Nationalistes au Congrès et militante du parti Libération kanak socialiste (LKS) - Dynamique autochtone, elle est connue pour son engagement en faveur du nationalisme kanak.

## Biographie
Omayra Naisseline a grandi entre les tribus de ses deux parents, La Conception au Mont-Dore dans la banlieue nouméenne du côté maternel (issu de la famille Pidjot) et Luengöni à Lifou dans les Îles Loyauté du côté paternel (de la famille Forrest). Liée à trois familles impliquées depuis plusieurs générations dans la mouvance indépendantiste kanak, elle est ainsi l'arrière-petite-fille de l'ancien député et président fondateur de l'Union calédonienne Rock Pidjot, la cousine issue de germain de l'ancien président du Congrès, du Front de libération nationale kanak et socialiste (FLNKS) et lui-aussi de l'UC Roch Wamytan et la sœur du membre UC du gouvernement néo-calédonien Mickaël Forrest. Elle a rapidement gravi les échelons de la politique locale au sein du mouvement Libération kanak socialiste (LKS) - Dynamique autochtone fondé par son beau-père, Nidoïsh Naisseline. Elle est titulaire d'un Brevet de technicien supérieur - Tourisme et d'un Master en Management et Gestion des organisations à l'École supérieure des sciences économiques et commerciales (ESSEC) à Cergy en France métropolitaine, elle travaille en agence puis comme technicienne au service du développement économique de la Province des îles Loyauté à Maré avant son entrée dans les institutions.

## Carrière politique

### Congrès de la Nouvelle-Calédonie
Omayra Naisseline a été élue conseillère provinciale des Îles Loyauté et membre du Congrès de la Nouvelle-Calédonie à la tête de la liste Dynamique autochtone dans les Îles lors des élections provinciales du 12 mai 2019. Elle devient alors la 3e vice-présidente de l'Assemblée loyaltienne, aux côtés du président UC Jacques Lalié. Au Congrès, elle rejoint le groupe UC-FLNKS et Nationalistes et prend la présidence de la commission des Infrastructures publiques, de l'Aménagement du Territoire, du Développement durable, de l'Énergie, des Transports et de la Communication. Elle est particulièrement active dans les discussions concernant la situation institutionnelle de la province des Îles et le retrait du CBD (Cannabidiol).

### Agence rurale de la Nouvelle-Calédonie
Omayra Naisseline a été élue le 7 février 2023 présidente de l'Agence rurale de la Nouvelle-Calédonie, succédant à Lionnel Brinon. L'agence vise à améliorer les conditions de vie dans les zones rurales et à promouvoir des pratiques agricoles durables.

### Élections législatives de 2024
En 2024, Omayra Naisseline a été candidate aux élections législatives dans la première circonscription de Nouvelle-Calédonie. Elle a été largement soutenue par les électeurs des îles, obtenant des résultats importants et montrant l'unité des indépendantistes avant le second tour. Elle obtient toutefois des résultats plus faibles à Nouméa, majoritairement non-indépendantiste, et est finalement battue au second tour par le candidat de la coalition Les Loyalistes et membre de la majorité parlementaire sortante, Nicolas Metzdorf.

## Controverses

### Mémorandum de coopération avec l'Azerbaïdjan
En avril 2024, Omayra Naisseline a fait face à une controverse après avoir signé un mémorandum de coopération entre le Congrès de la Nouvelle-Calédonie et l'Assemblée nationale d'Azerbaïdjan. Cet acte a suscité des critiques de la part de plusieurs élus, qui ont considéré cette initiative comme une faute politique et morale en raison du caractère autoritaire du régime de Bakou et des accusations d'ingérences de ce pays dans plusieurs troubles sociaux touchant les pays européens, accentuant encore davantage les tensions diplomatiques entre la France et l'Azerbaïdjan. Roch Wamytan, alors président du Congrès, déclare l'avoir habilitée à le faire .
Le 29 août, les non-indépendantistes décident de faire front commun pour bloquer Roch Wamytan et portent la candidature de Veylma Falaeo à la présidence du Congrès au second tour du renouvellement du bureau de l'institution. Le 14 octobre, après un recours du haut-commissaire contre le document, la nouvelle présidente qualifie le mémorandum "nul et non avenu", déclarant lors d'une conférence de presse le même jour qu'Omayra Naisseline n'était pas habilitée à signer le document : "Aucun élu, ni moi-même, ni même l'administration, n'avons eu copie de ce mémorandum. Pour ces raisons, le mémorandum est juridiquement non existant." "En tant que présidente et au nom du Congrès de la Nouvelle-Calédonie, je déclare, et je confirme, que ce mémorandum est nul, non avenu, de nul effet, puisqu'il est sans existence.

### Liens politiques avec Christian Tein et la CCAT
Omayra Naisseline entretient des liens politiques avec Christian Tein, le leader de la Cellule de coordination des actions de terrain (CCAT), soupçonné d'avoir joué un rôle dans le déclenchement et l'organisation des émeutes de 2024 en Nouvelle-Calédonie.